# ボンバ (暗号解読機)
ボンバ（ポーランド語: bomba）は、1938年10月頃にポーランド軍参謀本部第2部暗号局(en)の暗号学者マリアン・レイェフスキ・ヘンリク・ジガルスキ・イェジ・ルジツキらによって、ドイツのエニグマ暗号を解読するために設計・制作された特殊な目的の機械である。

## 語源
ボンバはポーランド語で「爆弾」の意味である。この機械が「爆弾」という意味の単語で呼ばれるようになった理由については、様々な憶測が生まれた。その中の一つの説として、ポーランドの技術者で陸軍将校のタデウシュ・リシキ（Tadeusz Lisicki）が唱えているものがあるが、根拠が怪しい。リシキは戦時中のイギリスでレイェフスキと彼の同僚のヘンリク・ジガルスキを知っていたが、暗号局とは無関係であった。リシキは、イェジ・ルジツキ（3人のエニグマ暗号学者の中で最年少で、1942年1月に地中海の旅客船の沈没事故で亡くなった）が、その名前のアイスクリームにちなんでボンバと名付けたと主張している。リシキはルジツキを知らなかったので、この話はあまり信用できない。レイェフスキ自身は、この装置がボンバと呼ばれたのは「もっと良いアイデアがなかったから」と言っている。おそらく最も信憑性の高い説明は暗号局の技術者であるCzesław Betlewskiによるものである。暗号局のドイツ部門であるB.S.-4の作業員は、この装置が作動時に発する特徴的な音から、この装置を「爆弾」（もしくは「洗濯機」や「マングル」）と呼んだのだという。
1945年6月15日付けの米陸軍の極秘報告書には次のように書かれている。
解決を早めるために「ボンブ」（bombe）と呼ばれる装置が使われている。最初の装置はポーランド人によって作られたもので、手動操作の複数のエニグマ装置だった。可能な解決策に到達したとき、部品は大きな音とともに装置から床の上に落ちる。これが「ボンブ」という名前の由来である。
上記の米陸軍によるポーランドの「ボンバ」に関する記述は、以下の「歴史」節にある装置の説明から明らかなように、曖昧で不正確なものである。解決策の決定には、装置の分解は関与していない。

## 背景
ドイツのエニグマは、複数の暗号鍵を使って操作していた。それは、ローターの順番、どのローターを取り付けるか、各ローターのリング設定、各ローターの初期設定、ステッカープラグボードの設定である。ローターの設定は、オペレータが装置を設定する方法を示すためのトリグラム（例えば"NJR"）だった。ドイツのエニグマのオペレータが使用する暗号鍵の一覧（暗号表）は毎日更新された。さらに、暗号の強度を高めるために、個々のメッセージは、追加の鍵の変更を使用して暗号化された。オペレータは、各メッセージ（例えば"PDN"）のためにトリグラムローターの設定をランダムに選択した。このメッセージキーは"PDNPDN"のように2回入力され、その日の暗号鍵を使用して暗号化される。この時点で、オペレータは自分の装置をメッセージ用鍵にリセットし、それがメッセージの残りの部分に使用されることになる。エニグマのローターセットの設定は、キーの窪みごとに変更されるので、同じ平文文字が異なる暗号文文字に暗号化されることになり、例えば"PDNPDN"は"ZRSJVL"のようになり、その繰り返しは暗号文の中には現れなくなる。
ドイツ人はこの手順が合理的に安全だと考えていたが、逆にこれが暗号解読の手がかりとなった。エニグマの暗号化についての最初の洞察は、同じ文字列が2回連続して異なる方法で暗号化されたということに気づいたことから始まったからである。

## 歴史
ポーランドの数学者で暗号学者のマリアン・レイェフスキは、メッセージの最初の3文字と次の3文字が同じであるという知識を使って、エニグマ装置の内部配線を決定し、装置の論理構造を再構築することができた。ドイツ軍が外交通信に使用していたことが知られている商用エニグマ装置の変種の例から、この装置の一般的な特徴が推測された。軍用バージョンは商用バージョンとは大きな違いがあり、その問題も解決した。これだけのことをしても、暗号文を解読するためには、日常的に使用される可能性のある鍵を全てチェックする必要があった。使用される可能性のある鍵は何千もあり、エニグマ装置とその鍵作成手順が複雑化しているため、これはますます困難な作業となっていた。
ワルシャワのポーランド軍参謀本部第2部暗号局に勤務していたレイェフスキは、このプロセスを機械化して高速化するために、1938年10月ごろにボンバ・クリプトロジクズナ（bomba kryptologiczna。または単にボンバ。kryptologicznaはポーランド語で「暗号」の意味）を製作した。ボンバは、電気モーター駆動の機械で、エニグマのコピー6台を接続したものである。暗号局では1939年9月までにボンバを6セット製作した。

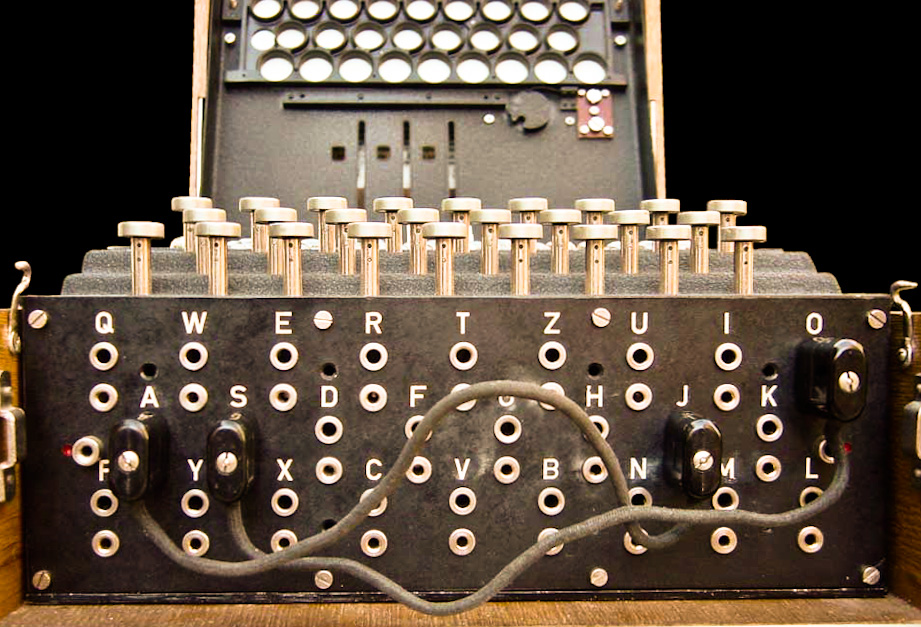
2本のケーブルを接続したエニグマのプラグボード（第二次世界大戦中は10本使用）。この強化により、システムのセキュリティが大幅に向上した。

ボンバの手法は、ポーランドでそれまで採用していたグリル法と同様に、プラグボードのプラグ接続が全ての文字を変更しないという事実に基づいていた。しかし、グリル法が変更されていない文字の「ペア」を必要としたのに対し、ボンバは変更されていない文字があれば十分だった。そのため、プラグ接続数が5〜8個であっても適用できたのである。1938年11月中旬にはボンバの準備が整い、約2時間でその日の暗号鍵を解読できるようになった。
1939年7月25日までの6年半以上、ポーランドでは同盟国のフランスやイギリスにも秘密でエニグマのメッセージを解読していた。1938年12月15日、ドイツでは2つの新しいローター、IVとVが導入された（現在の5つのローターのうち3つが一度にマシンで使用するために選択されていた）。レイェフスキは、公式記録である『第二次世界大戦における英国諜報機関』の中で次のように書いている。「我々はすぐに新しいローターの中の配線を見つけたが、それらの導入によってドラムの可能な配列の数が6から60に増え、それゆえに暗号鍵を見つける作業も10倍に増えた。このように、変化は質的なものではなく量的なものだった。我々は、ボンバを操作したり、穴あきシートを製造したり（1939年7月25日の会議までは、そのようなシリーズが2つしか用意されていなかったのに対し、今では26枚ずつの60シリーズが必要となった）、シートを操作するための人員を大幅に増やさなければならなかったであろう」。
ハリー・ヒンズリーは『第二次世界大戦における英国諜報機関』の中で「ポーランドは1939年7月、エニグマを破る技術と装置をフランスとイギリスと共有することを決定したが、それは彼らが非常に困難な技術的な問題に遭遇したからである」と書いたが、レイェフスキはこれを否定した。「イギリスとフランスと協力することになったのは、暗号学的な困難ではなく、政治的な状況が悪化していたからである。もし我々が全く問題を抱えていなかったならば、我々は今でも、あるいはそれ以上に、我々の成果を対独闘争への貢献として同盟国と共有していたであろう」